# 2020년 9월 죽음
다음은 2020년 9월에 사망한 저명한 인물 목록이다.
- 9월 2일 - 대한민국의 목사 김홍도
- 9월 3일 - 독일의 배우 비롤 위넬
- 9월 4일
  - 미국의 재즈연주가 게리 피콕
  - 나이지리아의 축구선수 아지바데 바바라데
  - 벨기에의 가수 애니 코르디
  - 뉴질랜드의 정치인 조 윌리엄스
- 9월 5일 - 체코의 영화 감독 이르지 멘젤
- 9월 6일
  - 대한민국의 목사 신소걸
  - 미국의 야구선수 루 브록
  - 미국의 영화배우 케빈 돕슨
  - 카자흐스탄의 사격선수 세르게이 벨랴예프
  - 뉴질랜드의 수학자 본 존스
- 9월 10일 - 잉글랜드의 영화배우 다이애나 리그
- 9월 11일
  - 대한민국의 영화배우 길달호
  - 이라크의 축구선수 나딤 샤케르
- 9월 12일 - 이란의 레슬링선수 나비드 아프카리
- 9월 14일
  - 대한민국의 배우 오인혜
  - 일본의 배우 아시나 세이
- 9월 15일
  - 스릅스카 공화국의 정치인 몸칠로 크라이슈니크
  - 말리의 정치인 무사 트라오레
- 9월 16일
  - 러시아의 범죄인 막심 마르친케비치
  - 중화민국의 배우 황훙성
- 9월 17일
  - 대한민국의 외교관 최성홍
  - 미국의 소설가 윈스턴 그룸
  - 미국의 소설가 테리 굿카인드
- 9월 18일
  - 미국의 대법관 루스 베이더 긴즈버그
  - 캐나다의 정치인 존 터너
- 9월 19일 - 미국의 포커선수 다빈 문
- 9월 20일 - 대한민국의 공무원 임인택
- 9월 21일
  - 프랑스의 영화배우 미카엘 롱스달
  - 미국의 물리학자 아서 애슈킨
- 9월 22일
  - 대한민국의 기초의회의원 박금래
  - 조선민주주의인민공화국의 정치인 전희정
  - 독일의 영화배우 마이클 귀스덱
  - 미국의 프로레슬링선수 로드 워리어 애니멀
- 9월 23일
  - 대한민국의 법조인 변재일
  - 프랑스의 영화배우 쥘리에트 그레코
- 9월 25일
  - 대한민국의 정치인 윤태균
  - 인도의 플레이백 가수 S. P. 발라수브라마냠
- 9월 27일 - 일본의 영화배우 다케우치 유코
- 9월 29일
  - 쿠웨이트의 국왕 사바 아흐마드 알자비르 알사바
  - 오스트레일리아의 가수 헬렌 레디
  - 미국의 성소수자 티모시 레이 브라운
  - 미국의 영화배우 맥 데이비스
- 9월 30일 - 터키의 정치인 알리 보제르